# Viktor Korček
Viktor Korček (* 3. prosince 1977, Beroun) je český manažer, bývalý místostarosta Berouna.

## Život
Viktor Korček studoval na gymnáziu v Berouně, později v letech 1995/1996 v americkém městě Culpeper ve Virginii. V Berouně se stal zastupitelem a místostarostou. Pro Liberální institut organizoval vůbec první oslavu Dne daňové svobody na Staroměstském náměstí v Praze.
Od roku 2008 se věnuje také charitativní činnosti v oblasti rozvojových a zdravotních projektů v Africe, zejména v Keni a Tanzanii. Např. v roce 2009, kdy byl obchodním ředitelem oční kliniky Lexum, se podílel na projektu Dejme brýle Africe. Brýle z charitativní sbírky v Keni předal řediteli místní české kliniky Aleši Bártovi.
V roce 2010 se stal výkonným ředitelem a místopředsedou představenstva hudebního vydavatelství Multisonic. V roce 2011 zakládal Česko-keňskou smíšenou obchodní komoru a byl zvolen jejím prvním prezidentem. Roku 2012 se stal členem Rotary klubu v Praze.

### Zájmy
Od dětství se věnoval hře na trubku, od 13 let studoval karate. Má rád výtvarné umění a amatérské divadlo a film. Hrál v několika studijních filmech Tomáše Kudrny.